# Haapsalu
Haapsalu (švédsky a německy Hapsal, rusky Хаапсалу) je lázeňské město na západním pobřeží Estonska, na jižním břehu Haapsalského zálivu. Po staletí je známé díky své teplé mořské vodě, léčivému bahnu a poklidné atmosféře. Administrativně náleží jako statutární město do kraje Läänemaa, jehož je správním centrem. V roce 2020 zde žilo 9513 obyvatel.

## Dějiny

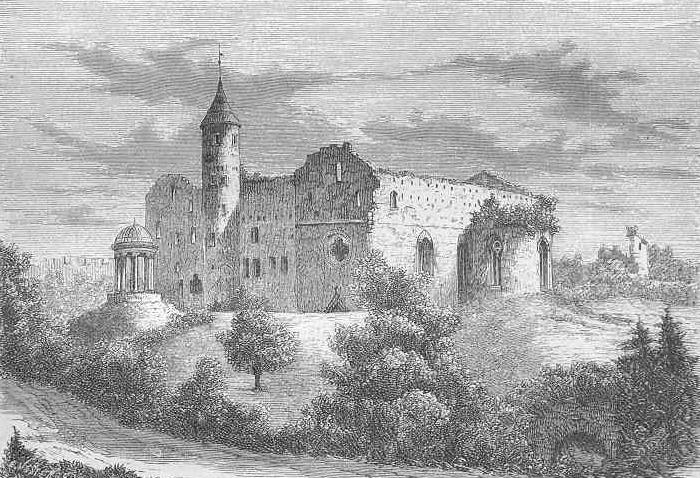
Haapsalský hrad v roce 1889

Haapsalu bylo založeno v polovině 13. století na poloostrově v chráněném mořském zálivu. Roku 1263 sem z Pärnu přesídlil biskup Hermann II. z Buxhoevedenu (1230–1285). Haapsalu se tak na dlouhých 300 let stalo sídelním místem osilského biskupství. Městská práva získalo roku 1279 podle rižského vzoru. Poté, co oblast ovládli Švédové, bylo biskupské sídlo přeloženo do Arensburgu, hrad obsadili a postupně přestavěli i dostavěli švédští guvernéři. Význam města začal pomalu upadat. V období rusko-švédské války (1610—1617) byl od roku 1603 guvernérem slavný polní maršál Christer Somme. 
Na začátku 18. století se počet obyvatel prudce snížil v důsledku války a morové epidemie. V roce 1715 město navštívil car Petr Veliký a v roce 1721 byli Švédové vyhnáni a město připojeno k Ruskému impériu. Bylo součástí vlády Revalu, v roce 1796 přejmenovaného na Estonsko a hlavním městem okresu.
Novým impulsem pro rozvoj města bylo objevení léčivých vlastností místního mořského bahna. Hlavní zásluhu měl německý vojenský lékař Carl Abraham Hunnius, který si povšiml, že místní starousedlíci často používají na léčení revmatických potíží bahenní koupele. Prozkoumal chemické složení mořského bahna a vypracoval komplexní léčebnou metodiku slatinných lázní. Výsledky jeho výzkumu se osvědčily, již v roce 1825 založil první malé sanatorium. Během následujících let se Haapsalu stalo velice populární pro ruskou i středoevropskou klientelu. Kromě carské rodiny Romanovců sem jezdili například Fridrich Schiller s manželkou, Petr Iljič Čajkovskij zde měl vlastní letní domek, kde mj. zkomponoval Šestou symfonii a Vzpomínku na Haapsalu, ruský malíř Nikolaj Konstantinovič Rerich zde v sezóně portrétoval návštěvníky. Sláva místních lázní trvá dodnes.

## Památky a turistika
- Zřícenina gotického biskupského hradu ze 13.-15. století je hlavní atrakcí, tvoří ji nejlépe zachovalé západní křídlo s 38 m vysokou strážní věží, jež slouží dnes jako místní muzeum. Ke křídlu přiléhá nově zrekonstruovaný, raně gotický hradní kostel, poprvé zmíněný roku 1279 a obnovený po roce 1990. Částečně dochované vnější hradby pocházejí jednak z počátku 16. století, další okruh byl pevností, kterou v dal v letech 1641-1647 vybudovat švédský guvernér města Jacob de la Gardie na obranu proti Rusům.
- Pozdně gotický katolický kostel sv. Jana (Jaani kirik) z počátku 16. století
- Pravoslavný kostel sv. Marie Magdalény
- Barokní radnice ze 70. let 18. století, přestavěná po roce 1945
- Velká promenáda (Suur Promenaad), lemovaná lázeňskými budovami (např. Kuursaal z roku 1898), parkem a četnými sochami a památníky slavných rodáků a návštěvníků.
- Železniční stanice byla koncovou pro již zrušenou trať z Tallinnu, dnes slouží pro železniční muzeum s venkovní expozicí historických železničních vozidel.[2]
- V létě prohlídka města obvykle končí na pláži Paralepa v západní části Haapsalu, patří k nejteplejším místům v Estonsku. Milovníci suvenýrů vyhledávají tradiční haapsalskou krajku, která má více než dvousetletou tradici.

## Správní členění
Statutární město Haapsalu (jedna ze 79 samosprávných estonských obcí) sestává kromě samotného města z 56 dalších sídel. Jedná se o městečka Uuemõisa, Paralepa a vesnice Aamse, Allika, Ammuta, Emmuvere, Erja, Espre, Haeska, Herjava, Hobulaiu, Jõõdre, Kabrametsa, Kadaka, Kaevere, Kiideva, Kiltsi, Kiviküla, Koheri, Koidu, Kolila, Kolu, Käpla, Laheva, Lannuste, Liivaküla, Litu, Lõbe, Metsaküla, Mäeküla, Mägari, Nõmme, Panga, Parila, Puiatu, Puise, Pusku, Põgari-Sassi, Rohense, Rohuküla, Rummu, Saanika, Saardu, Sepaküla, Sinalepa, Suure-Ahli, Tammiku, Tanska, Tuuru, Uneste, Uuemõisa, Valgevälja, Varni, Vilkla, Võnnu, Väike-Ahli, Vätse, Üsse. Rozloha statutárního města je 271,8 km², v roce 2020 mělo 13 075 obyvatel.

## Osobnosti

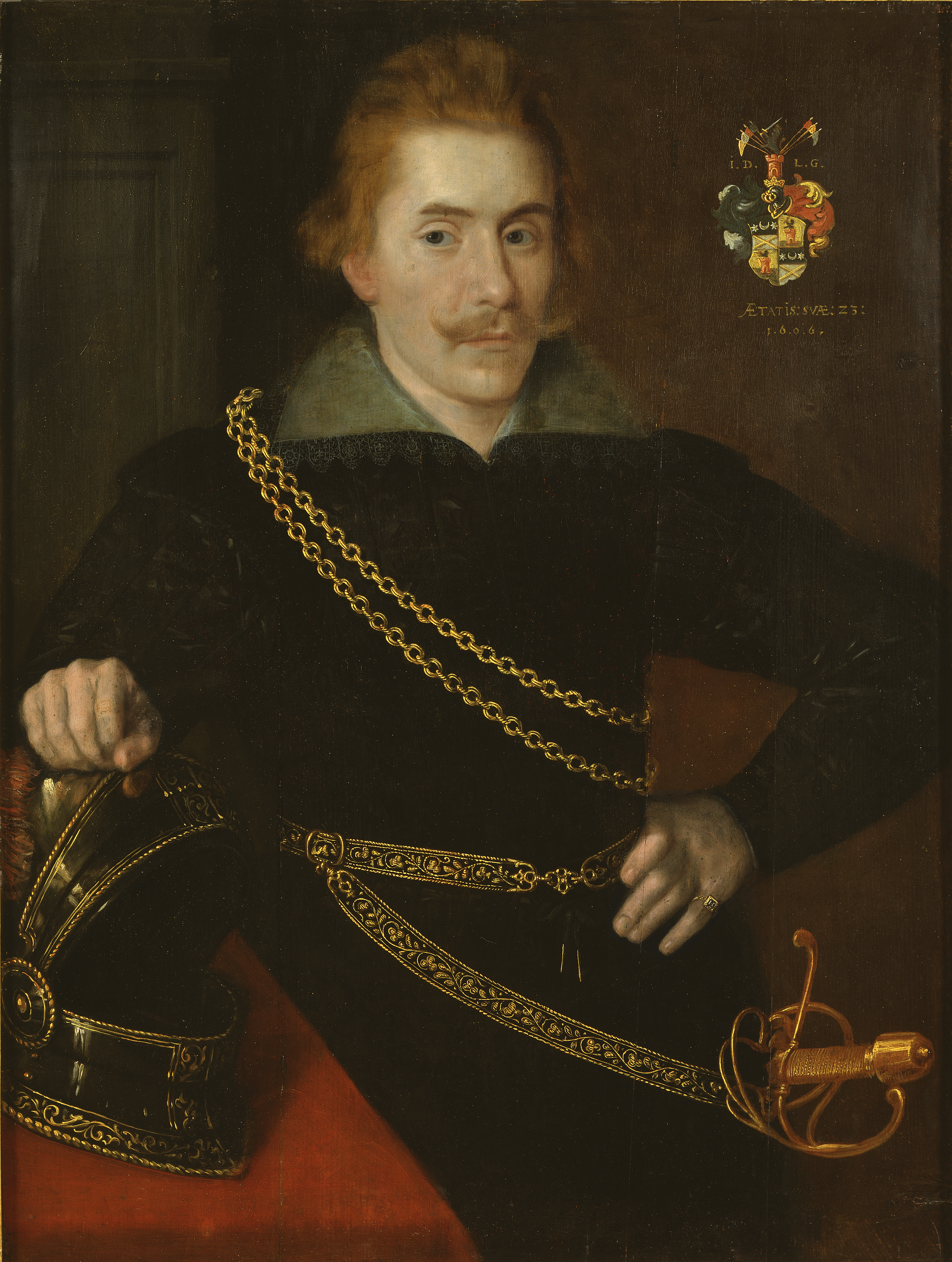
Portrét Jakoba de la Gardie

- Evert Karlsson Hort (1585-1616) – švédský polní maršál krále Gustava Adolfa; zastřelen v boji proti Rusům, zdejší rodák
- Jacob de la Gardie (1583-1652) -  švédský šlechtic, politik a maršál, dal postavit při hradu pevnost, bránil město proti Rusům
- Carl Abraham Hunnius (1766–1841) – německý lékař, zakladatel zdejších slatinných lázní
- Alexandr Gorčakov (1798–1883) – ruský diplomat, minstr zahraničí a kancléř; zdejší rodák
- Jacques Rosenbaum (1878–1944) – architekt období secese; zdejší rodák
- Kaia Kanepiová (* 1985) – estonská profesionální tenistka

## Partnerská města
- Almere, Nizozemsko
- Boroviči, Rusko
- Eskilstuna, Švédsko
- Fundão, Portugalsko
- Greve in Chianti, Itálie
- Haninge, Švédsko
- Hanko, Finsko
- Loviisa, Finsko
- Rendsburg, Německo
- Umaň, Ukrajina
- Weymouth, Velká Británie

## Galerie

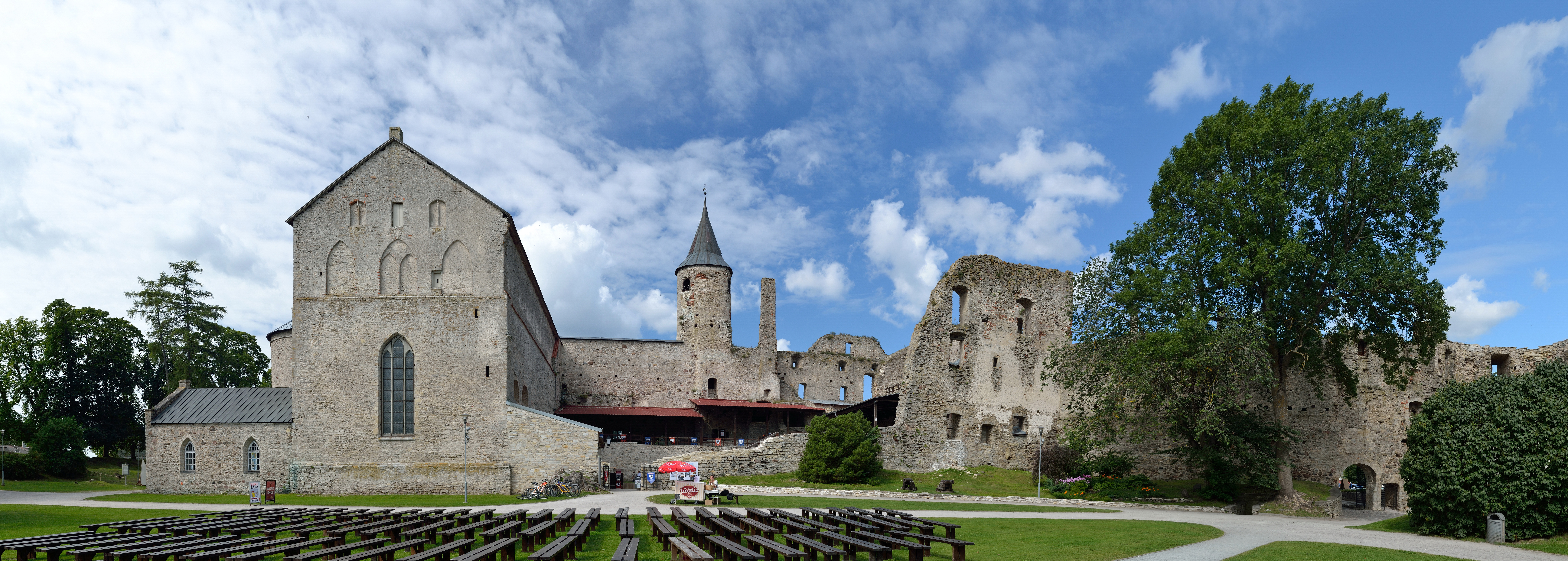
Biskupský hrad
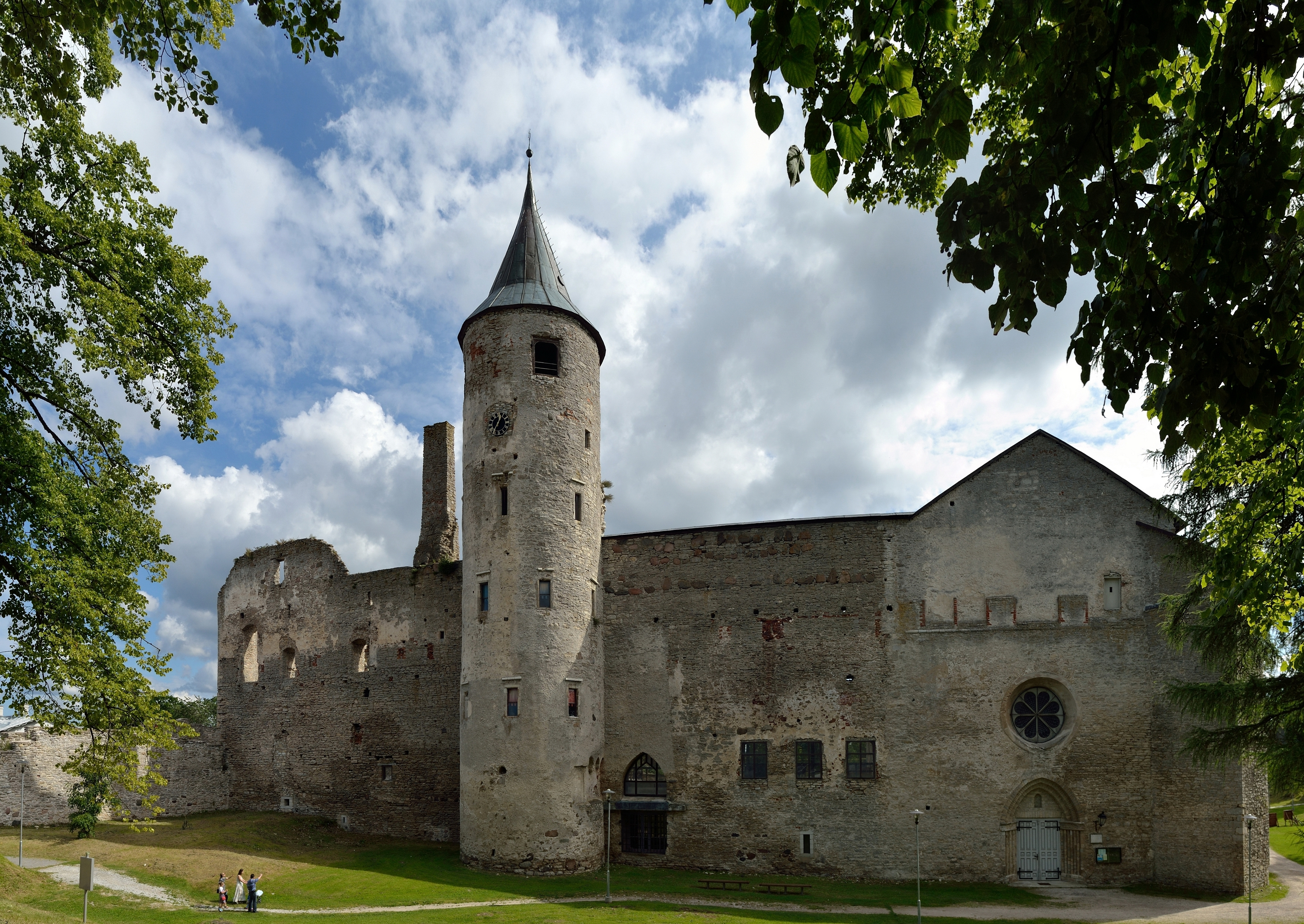
Biskupský hrad
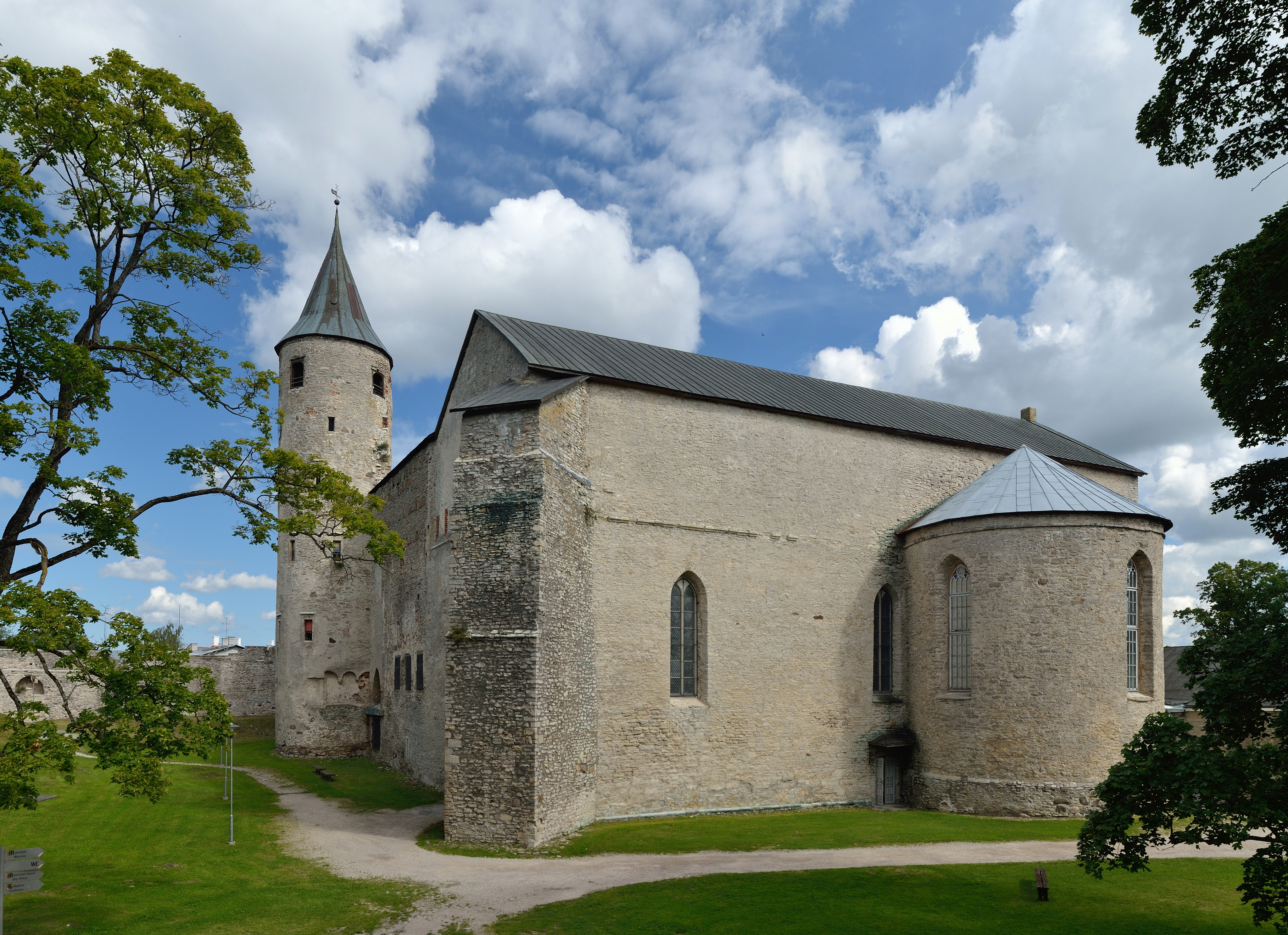
Hradní kostel
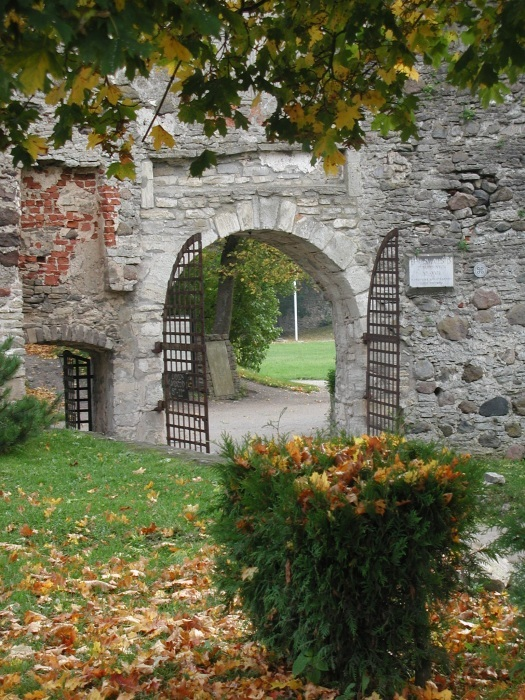
Hradní brána
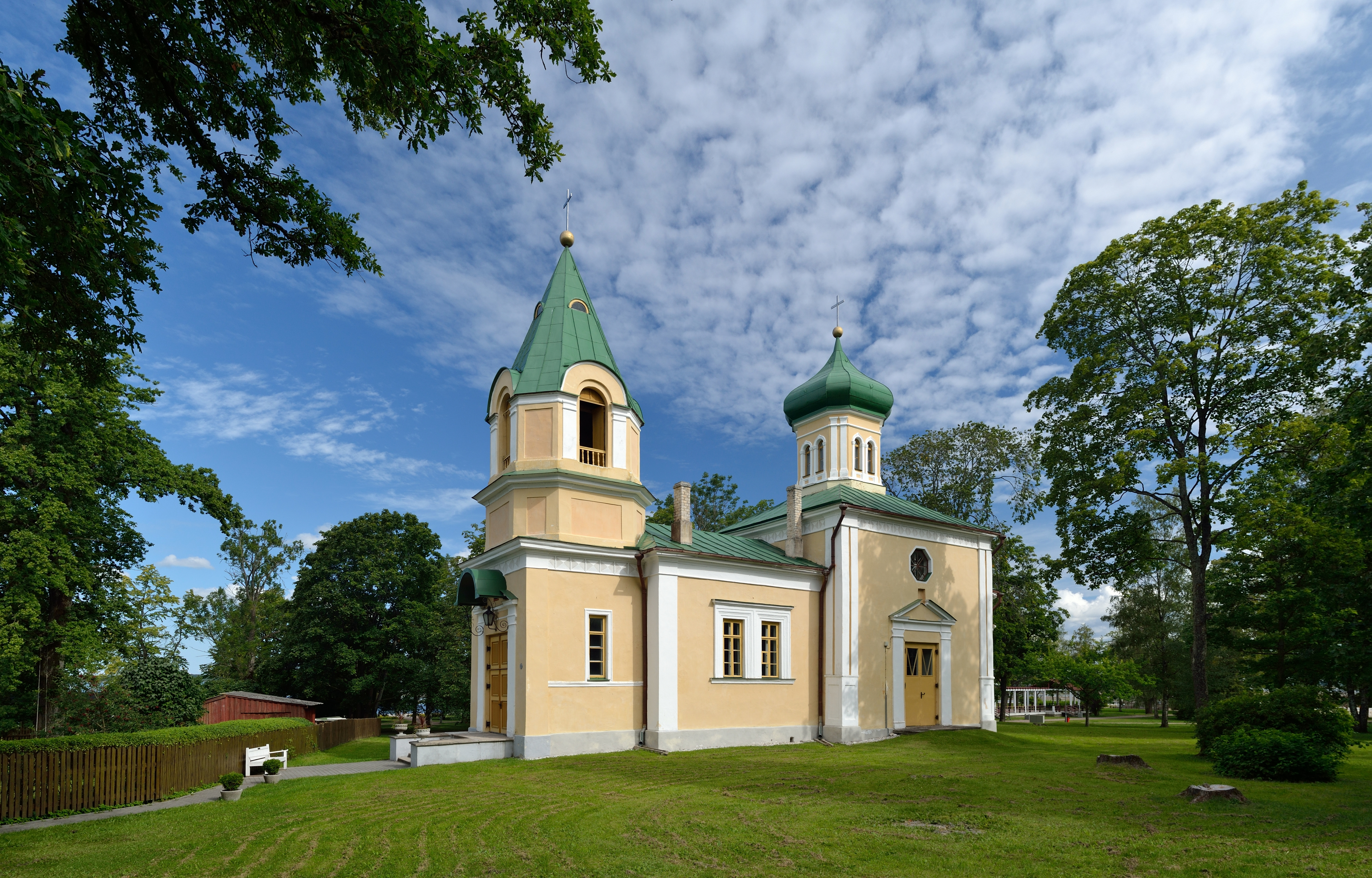
Pravoslavný kostel Maří Magdalény
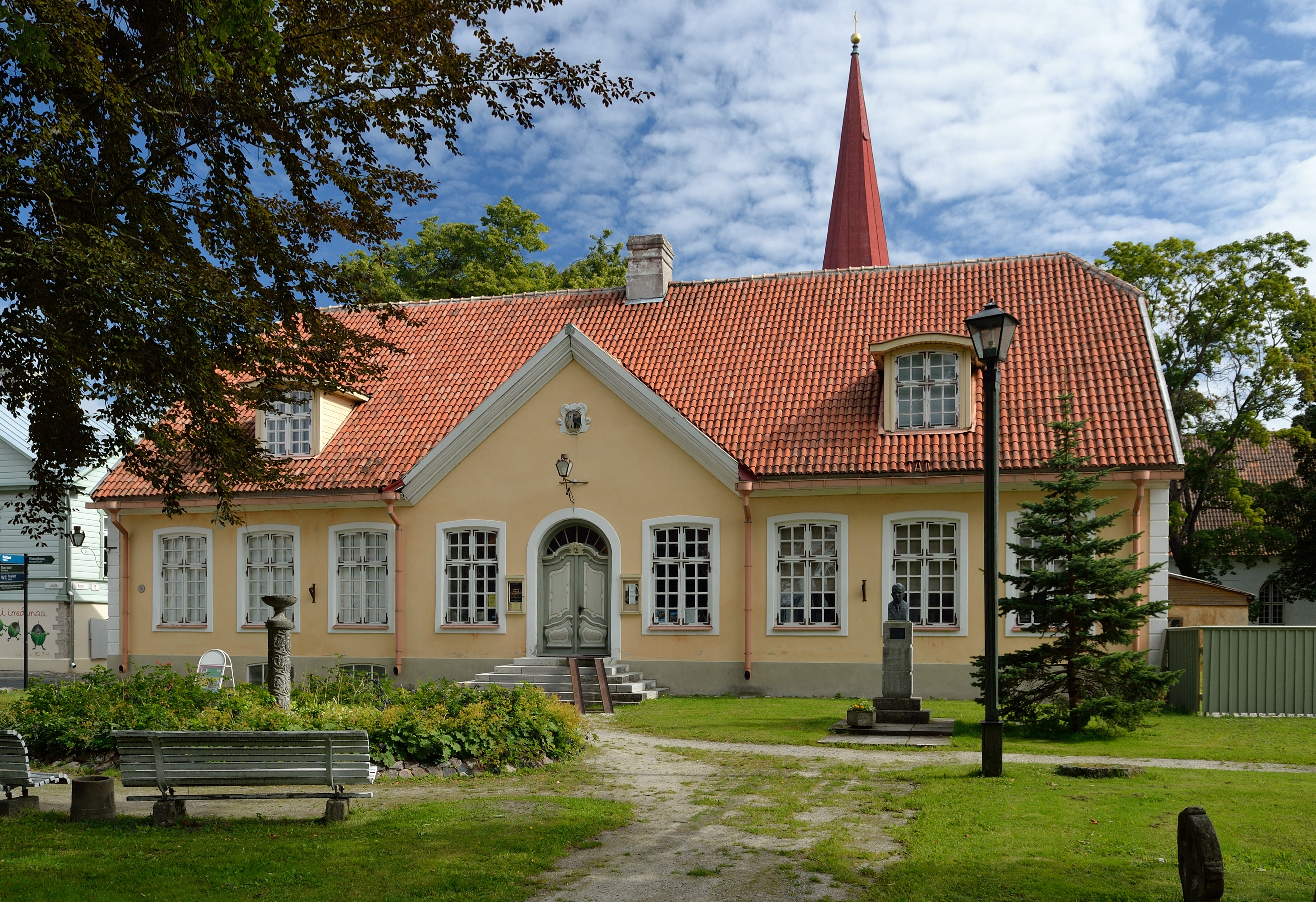
Radnice
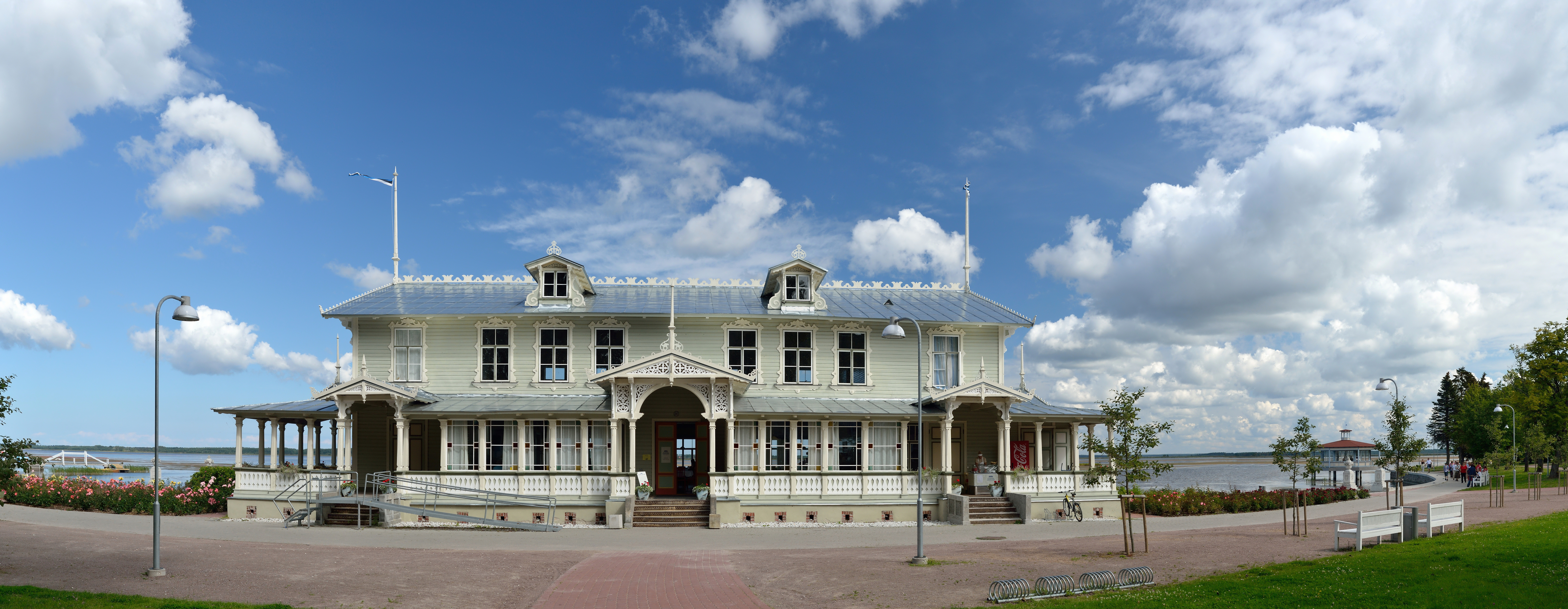
Lázeňský dům
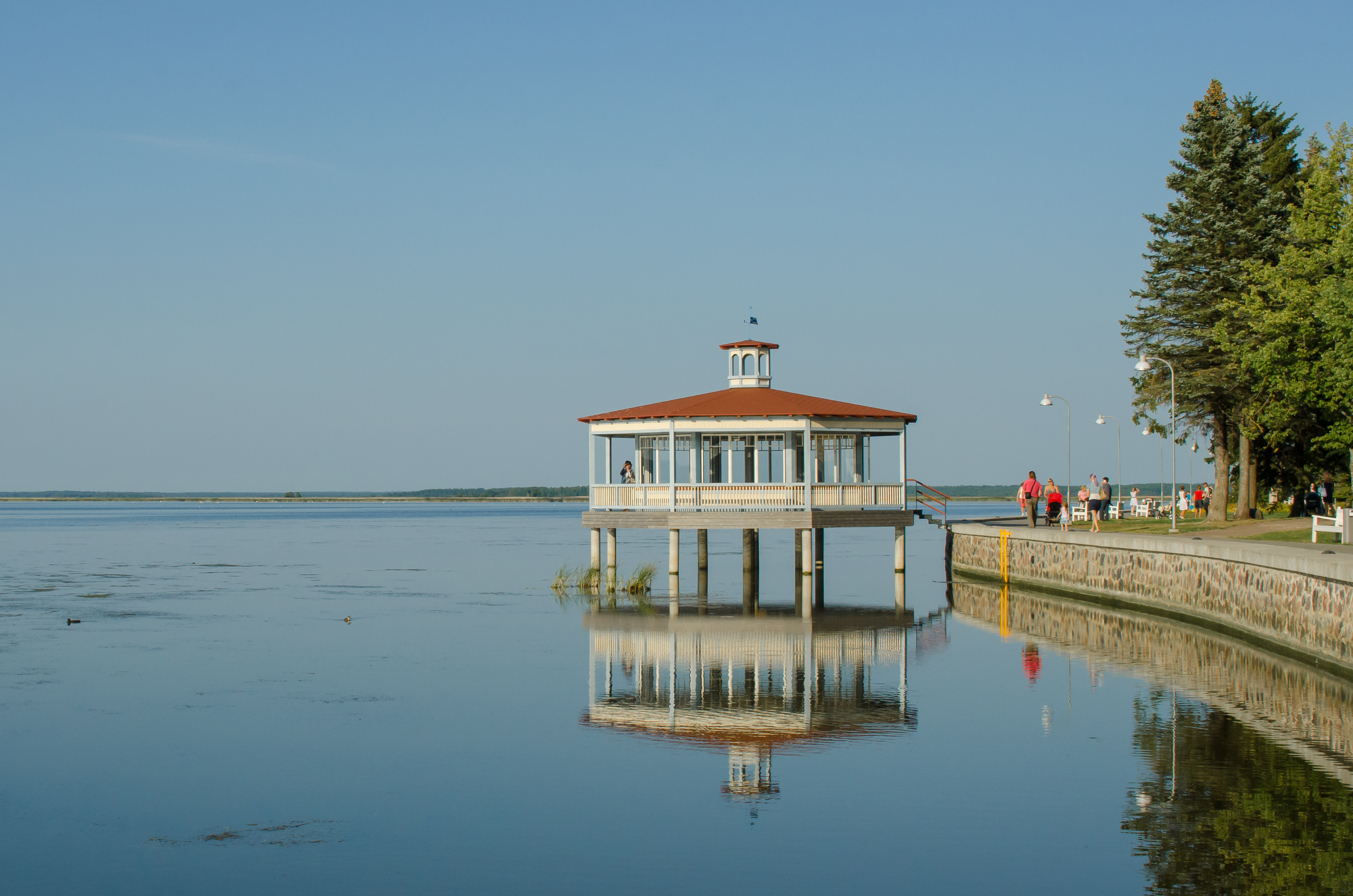
Pavilón na promenádě
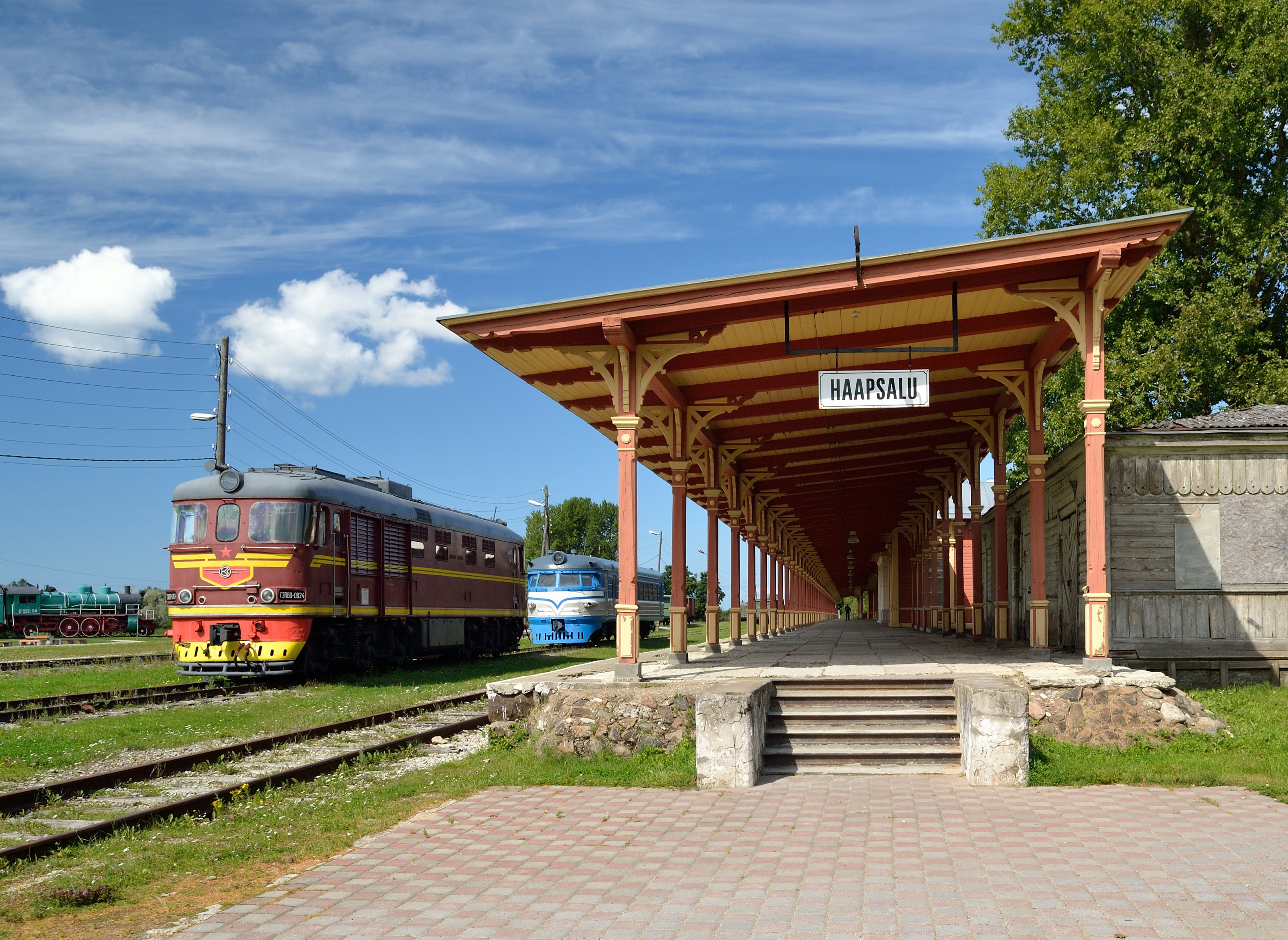
Haapsalské nádraží
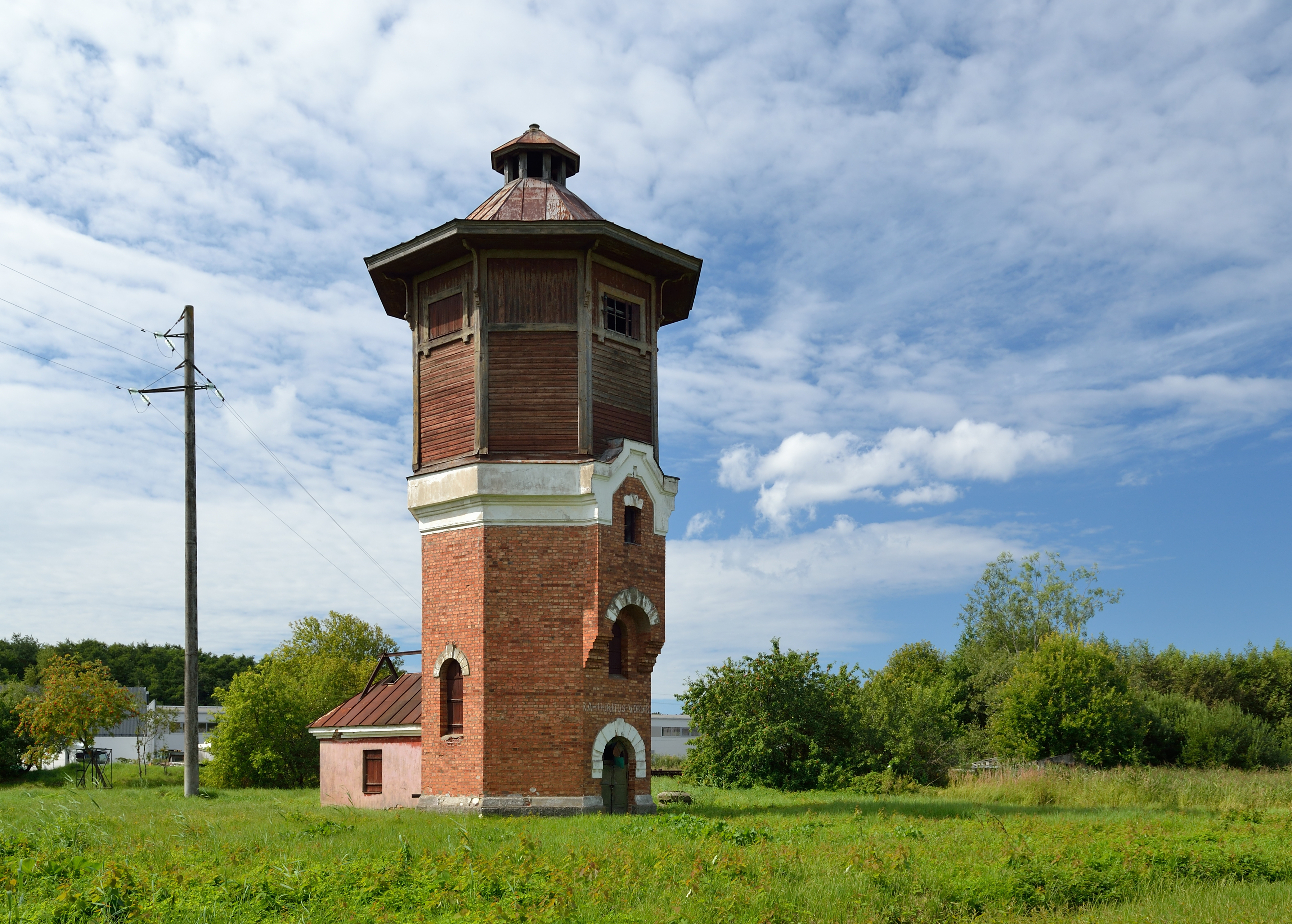
Věž nádražní vodárny